# Iósif Vladímirov

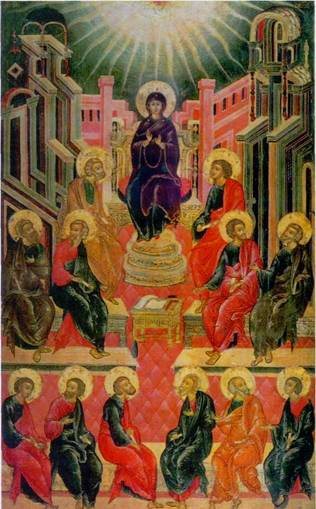
"El Espíritu Santo desciende sobre los Apóstoles" Pintura de Iósif Vladímirov

Iósif Vladímirov (ruso, Иосиф Владимиров) fue un pintor ruso del siglo XVII de Yaroslavl. Se sabe que fue uno de los que pintó iconos para la Armería del Kremlin. También intervino Iósif Vladímirov en la pintura de las paredes de la Catedral de la Dormición (1642-1644), catedral del Arcángel (desde 1652), iglesia de la Trinidad en Nikítniki (1652-1653) en Moscú y la catedral de la Dormición en Rostov (1659). Iósif Vladímirov escribió un tratado (dirigido a Simon Ushakov), donde defendió el uso del claroscuro en la pintura de iconos. Creía que este método aproximaría el arte a la naturaleza.